# Должёнки
Должёнки — хутор в Хохольском районе Воронежской области, в 28 км к юго-востоку от села Хохол. 
Входит в состав Костёнского сельского поселения.
Возник в XVIII веке, в 1795 году имел 12 душ крепостных крестьян. Название получил от слова «долгий» — длинный. Видимо, это длинный лог, около которого находится хутор и который в документах прошлого столетия называется Прокудинским. Не исключено также, что Должёнки получили своё наименование от слова «должать» — длиться, тянуться во времени.

## География
На хуторе имеется одна улица — Чкалова.

## Население
| 2010 |
| ---- |
| 1    |